# Carl Bildt (1850-1931)
Barone Carl Bildt (Stoccolma, 15 marzo 1850 – Roma, 26 gennaio 1931) è stato un nobile, diplomatico e storico svedese.

## Biografia
Figlio del primo ministro Gillis Bildt, fu ambasciatore a Roma dal 1889 al 1902 e dal 1905 al 1920. Lo ricordiamo soprattutto per il volume Christine de Suède et le Cardinal Azzolino (1899), biografia di Cristina di Svezia.
Nel 1901 fu eletto membro dell'Accademia svedese.